# Juan de la Cruz Gómez Plata
Juan de la Cruz Gómez Plata (Barichara, 5 de mayo de 1793-Medellín, 1 de diciembre de 1850) fue un obispo neogranadino de la Iglesia católica.

## Vida y obra
Nació en Barichara el 5 de mayo de 1793. Sus padres fueron Mariano y Juana Antonia. Gran parte de su infancia la pasó en San Gil y luego se trasladó a Bogotá para realizar estudios en el Colegio de San Bartolomé, del que más tarde llegara a ser profesor y vicerrector. 
El 11 de abril de 1818 fue ordenado sacerdote. Desempeño cargos como cura de la catedral, examinador sinodal, profesor en varios colegios y rector de la Universidad Central. También fue miembro del Congreso Constituyente en 1827 y diputado en la Convención de Ocaña en 1828. Estuvo detenido por presumible colaboración en la Conspiración Septembrina, lo que no se logró comprobar.
Fue nombrado obispo de Antioquia en 1835 y consagrado el 17 de enero de 1836. Tomó posesión de la sede episcopal el 12 de julio del mismo año.
Monseñor Gómez Plata desplegó su labor pastoral en todas las áreas de la administración eclesiástica. Estableció en el seminario de Antioquia las cátedras de Teología, Medicina, Jurisprudencia y otras, con la facultad de otorgar grados académicos. El presiente de Colombia entre 1918 y 1921 Marco Fidel Suárez escribió: «El seminario da Antioquia es en Colombia instituto verdaderamente histórico y monumento glorioso». En él se formaron, entre otros, los obispos Manuel Canuto Restrepo, Joaquín Guillermo González, José Ignacio Montoya, Jesús María Rodríguez y Francisco Cristóbal Toro. Entre los laicos se encuentran Gregorio Gutiérrez González, Pedro Justo Berrío, Juan Esteban Zamarra, etc. 
Fue a Monseñor Gómez Plata quien le tocó consagrar la catedral el 6 de diciembre de 1837. Consiguió para ella el primer reloj y el primer órgano. Organizó admirablemente la diócesis, la cual recorrió varias veces en visitas pastorales. Publicó varias cartas pastorales, entre ellas la más conocida es sobre la Inmaculada Concepción. 
Monseñor Gómez Plata tuvo serias tensiones con el gobierno civil, a causa de la persecución contra la Iglesia antioqueña promovida por el Coronel Salvador Córdoba, pues fueron detenidos los presbíteros José Manuel Lobo Rivera, cura de la catedral y José María Montoya, cura de Abejorral. El prelado escribió una enérgica carta al Coronel el 2 de diciembre de 1840.
Con todo su trabajo pastoral en la diócesis, Monseñor Gómez Plata asistió varias veces y en diversos momentos al Congreso Nacional, del que hizo parte como representante de la provincia de Antioquia. Después de 14 años de trabajo, falleció en Medellín del 1 de diciembre de 1850. Sus restos mortales permanecieron en dicha ciudad hasta 1936, cuando fueron trasladados a Santa Fe de Antioquia. Actualmente reposan en la cripta de los obispos.
Actualmente, en el Norte del Departamento de Antioquia, existe un Municipio llamado "Gómez Plata", en honor a este Obispo.